# 平野義太郎
平野 義太郎（ひらの よしたろう、1897年3月5日 - 1980年2月8日）は、日本のマルクス主義法学者、中国現代史研究者、平和運動家。父は建築家の平野勇造で、石川島造船所（現・IHI）創業者・平野富二は祖父に当たる。

## 来歴
1897年、東京市京橋区築地に生まれる。父の勇造は平野富二の娘婿で養子であったが、1899年に祖母（富二の未亡人）の介入により離縁されたという。勇造と別れた後、義太郎は平野家の家督を継いだ。
東京開成中、第一高等学校を経て、1921年、東京帝国大学法学部卒、同助手。1923年、東京帝国大学法学部助教授。同年、実業家安場末喜の娘嘉智子と結婚、媒酌人は穂積重遠夫妻と鶴見祐輔夫妻であった。
1924年、産業労働調査所に入り、社会主義の実践運動に参加するようになった。1927年-1930年、フランクフルト大学に留学してマルクス主義を研究する。カール・ウィットフォーゲルやヴィルヘルム・ヴントの講義を受講。ドイツ共産党日本語部との交流もあった。
1930年、帰国後、共産党シンパ事件に加担したとして治安維持法違反で検挙されて免官処分、執行猶予付きの有罪判決を受けた。
もともとは民法、ゲルマン法の研究者として出発したが、1932年に野呂栄太郎らと『日本資本主義発達史講座』を編集し、講座派の論客として知られるようになった。
1936年7月にはコム・アカデミー事件で警視庁特高一課に検挙され、高輪警察署で8か月にもわたる厳しい取り調べを受けた。
他の検挙者が次々と転向する中で頑なに転向拒否を続けたが、同年12月には理論と立場を清算して転向を表明。1937年（昭和12年）3月になり、ようやく釈放された。
1946年、民主主義科学者協会（民科）に参加、1948年民科東京支部長。1949年、平和を守る会書記長、日本学術会議会員、日本中国友好協会副会長に相次いで就任し多方面で活動した。戦争中の大東亜戦争賛美により戦後は教職追放。その後復権し、1956年2月から20年間にわたって日本平和委員会会長を務めるなど、平和運動家となる。しかし1976年6月に日本平和委員会会長を解任されて名誉会長にさせられ、晩年は共産党陣営内で半ば失脚状態であった。
中国研究家でもあり、1946年1月27日には中国研究所を伊藤武雄、石浜知行とともに創設して所長を務めた（1946年－1960年）ほか、現代中国学会（現、日本現代中国学会）幹事長・会長（1951年－1960年）に就任する。（いずれも初代）
1953年に行われた第3回参議院議員通常選挙の全国区に無所属で立候補し、10万を越える票を得たが落選している。
1967年、文化大革命の影響で中国研究所から除名される。1968年、龍谷大学法学部教授に就任。
1972年7月8日には、福島要一（日本学術会議会員）、森川金寿（弁護士）らとともに「インドシナにおけるニクソンの戦争犯罪、日本政府・財界の共犯を告発する東京集会」を神田の学士会館で開催。当時、強化されつつあったベトナム北爆に抗議した。
1980年、結腸癌のため死去。墓所は谷中霊園

## 家族・親族
- 妻：男爵・実業家安場末喜の娘の安場嘉智子。嘉智子の叔母の夫に伯爵後藤新平。嘉智子の姉の夫に清野謙次。
- 父：建築家の平野勇造。富二の娘婿。
- 母方の祖父：実業家平野富二[17]。平野富二と同じ谷中霊園内の平野家墓所に葬られている。
- 姻戚：後藤新平の義理の姪婿で、獄中転向で有名な元日本共産党委員長佐野学、共産党系演劇人でインターナショナル訳詞者の佐野碩、武装共産党時代の党指導者佐野博、鶴見和子・俊輔姉弟とは姻戚に当たる。
- 子(娘)：元慶応義塾大学経済学部教授、現代中国経済研究家の平野絢子。

## 大アジア主義・戦時中の発言
1937年、留置中に転向した平野は、中国華北部での自然村調査などをへて、1945年に『大アジア主義の歴史的基礎』を発表する。同書は、戦後、転向後の「逸脱」として顧みられることはなかったが、近年、「日本におけるアジア主義の終着点」とも評価され、見直されはじめている。平野は同書において「アジアにおける植民地態勢打破の先駆者はわが日本であり、アングロサクソンの世界旧秩序打開の創始者もまたわが日本だった」とし、樽井藤吉や、荒尾精、大井憲太郎らの系譜の延長に、孫文の大亜洲主義を位置づけたうえで、日本と中国との連合への試みとして、大東亜共栄圏を捉えた。他方で、平野は一億玉砕を唱えた参謀本部戦争指導班長の松谷誠大佐の部外協力者の一人であり、敗戦革命をにらんだ松谷の国家再建方策（近衛上奏文参照）への協力も考えると、平野の転向は偽装であり、彼の「大東亜共栄圏」構想は、共産化が必然と捉えていた日本と中国、ソ連を中心とした東アジアの赤化構想の実現を図るための仮面であった可能性が高いという評価もある。

## 著作

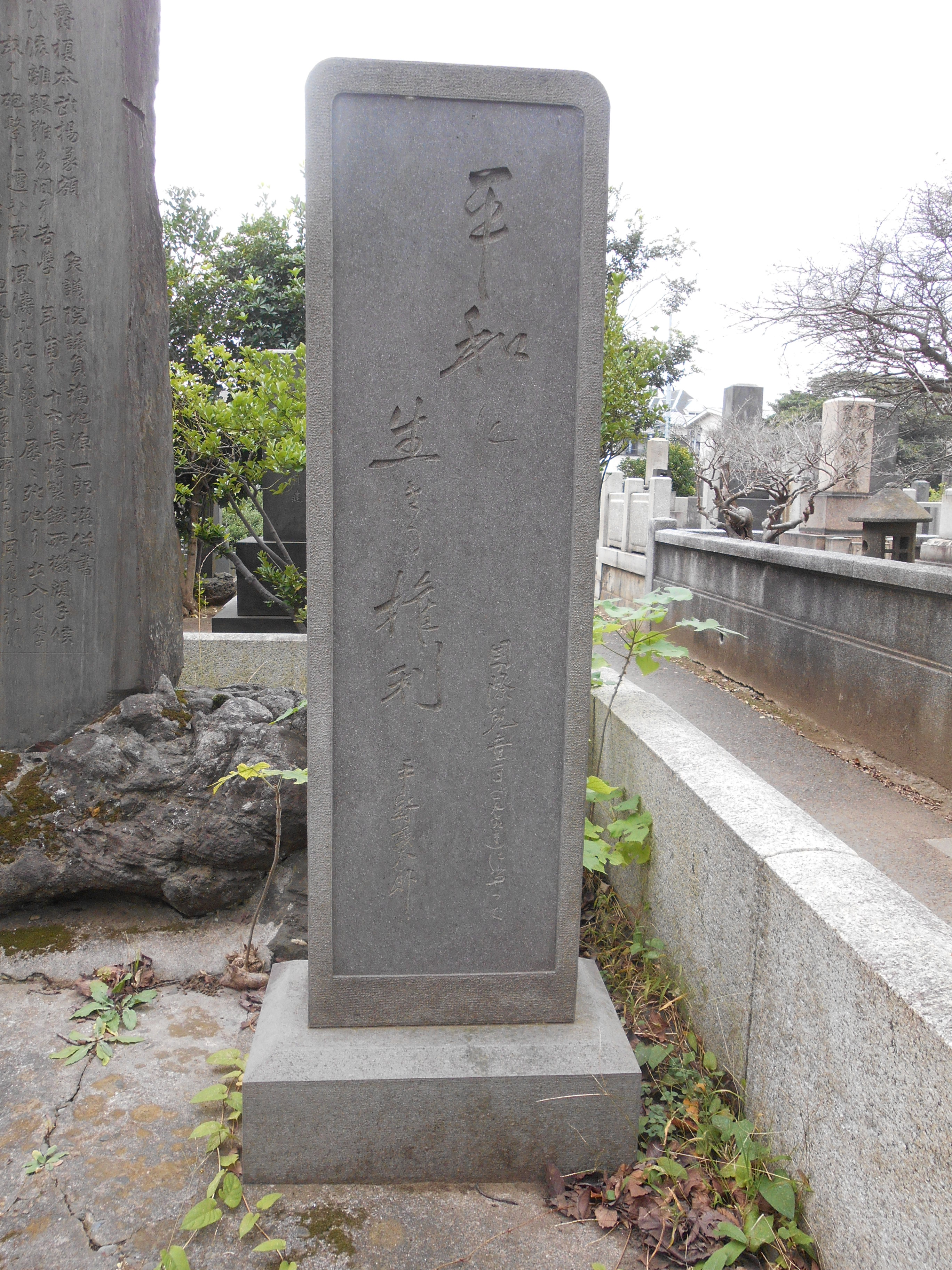
「平和に生きる権利」と刻まれた平野義太郎の記念碑。谷中霊園。

### 単著
- 『民法に於けるローマ思想とゲルマン思想』有斐閣、1924
- 『法律における階級闘争』改造社、1925
- 『日本資本主義社会の機構』岩波書店、1934
- 『民族政治学の理論』日本評論社、1943
- 『民族政治の基本問題』小山書店、1944
- 『大アジア主義の歴史的基礎』河出書房、1945
- 『日本資本主義社会の機構と法律』明善書店、1948
- 『平野義太郎新著作集』理論社、1954-56
- 『自由民権運動とその発展』新日本出版社、1977

### 共編著
- 清野謙次『太平洋の民族=政治学』日本評論社、1942
- 上林貞治郎『西ドイツ国家独占資本主義と労働者階級』大月書店、1970

### 翻訳
- ヴィルヘルム・ヴント『民族心理より見たる政治的社会』日本評論社、1938年
- カール・ウィットフォーゲル著、宇佐美誠次郎訳『支那社会の科学的研究』岩波書店、1939年